# Трушковы
Трушковы — деревня в Слободском районе Кировской области России. Входит в состав Шиховского сельского поселения.

## География
Находится на расстоянии примерно 7 км на восток-северо-восток от Нового моста через Вятку в городе Киров. 

## История
Известна с 1671 года как деревня Зубина Патракеева с 2 дворами, в 1764 году здесь (деревня Зубовская) учтено было 18 жителей. В 1873 году здесь (деревня Зубовская или Трушкова) было учтено дворов 11 и жителей 55. Деревня тогда состояла из двух частей Ряби и Морозы. В 1905 дворов было 9 и 58, в 1926 (Трушковы, Зубовская, Ряби или Лагуновы) 13 и 61, в 1950 14 и 58. В 1989 году проживало 87 жителей. Нынешнее название окончательно установилось с 1939 года. 

## Население
Постоянное население  составляло 75 человек (русские 99%) в 2002 году, 67 в 2010.